# Carte lithologique

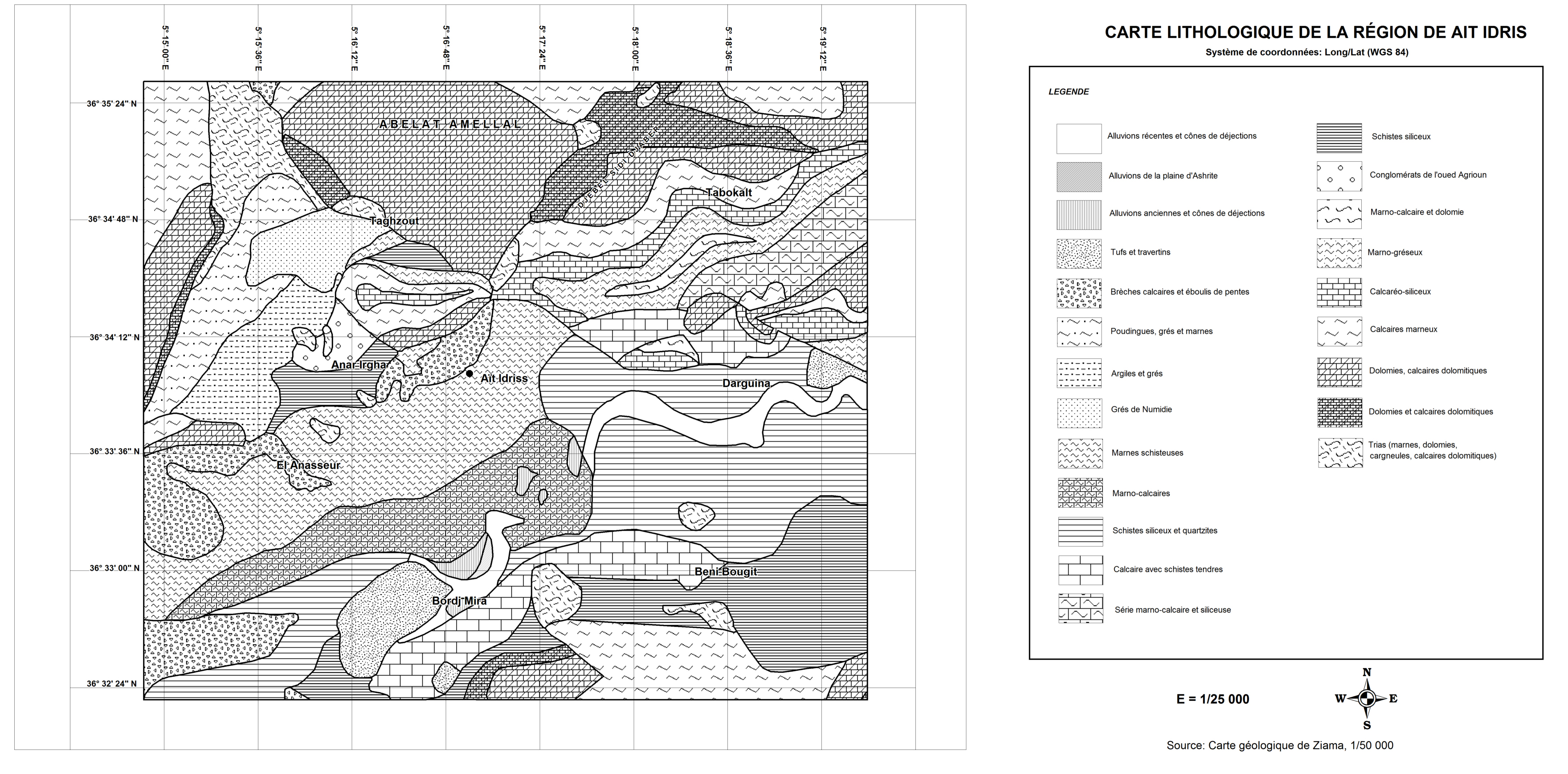
Carte lithologique d'Ait Idris (Algérie, Wilaya de Béjaïa).

La carte lithologique est une carte qui représente la nature des formations rocheuses affleurantes d'une région donnée, argiles, marnes, calcaires, calcaires argileux, etc. Elle sert à mieux comprendre la géodynamique de la région en question.
Elle ne contient aucune couleur, mais uniquement des figures conventionnelles exprimant la lithologie.
Elle est le plus souvent réalisée à partir d'une carte géologique.